# NICAM
NICAM, akronymet har betydningen Near Instantaneous Companded Audio Multiplex.
Det er et digitalt TV stereosystem, som det meste af Europa benytter overlejret på det analoge fjernsynssignal.
Selvom Tyskland lå i forkant med Farvefjernsyn, benytter de et forældet lyd stereosystem A2 stereo der er et analogt stereosystem til analogt TV.